# Philippe Caffieri
Philippe Caffieri (Parigi, 14 gennaio 1714 – Parigi, 8 ottobre 1774) è stato uno scultore francese.
Fratello cadetto di Jacques Caffieri, apparteneva a una dinastia artistica di scultori, fonditori e disegnatori della quale il capostipite era Filippo Caffieri.

## Biografia
Impegnato subito nel laboratorio del padre e poi suo dal 1755, fu autore di numerosi bronzi che ornavano il mobilio di stile neoclassico emerso in quell'epoca. Egli realizzò inoltre opere (oggi scomparse) per gli altari della Cattedrale di Notre-Dame di Parigi e per la Cattedrale di Notre-Dame di Bayeux.

## Opere

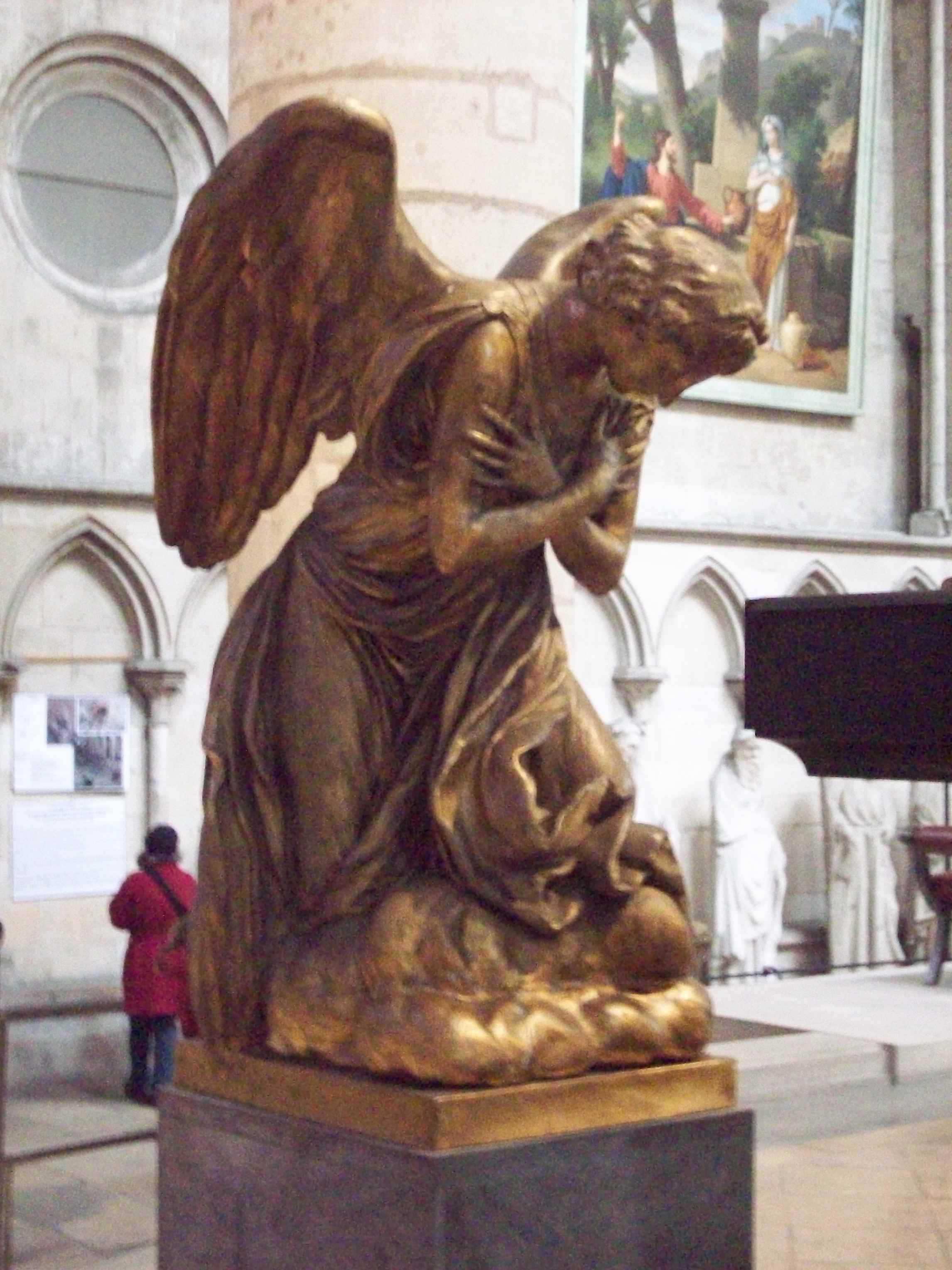
Angelo della cattedrale di Rouen

- 1743 o 1753 : promessa di realizzare una cassa per orologio a pendolo in vernice per il conte di Mailly[1]
- 1765 : attribuzione del disegno d'una toilette per la principessa delle Asturie, realizzata dagli orafi parigini Thomas Chancellier e Pierre Germain, detto "il Romano" (cf. Mercure de France, gennaio 1766; Jules Guiffrey, Les Caffieri, Paris, 1877, p. 143 ; Hélène Cavalié, "Deux éléments retrouvés de la toilette de la princesse des Asturies"', in Revue de l'Art, n° 159, 2008-1). Egli sottoscrive quindi una lettera sul Mercure français "Caffieri l’aîné, sculpteur et ciseleur du Roi, demeurant rue Princesse" (a Parigi), senza il suo nome di battesimo.
- 1766 : due angeli realizzati per l'antica chiesa dei certosini di Rouen, prima che fossero posti nella chiesa di San Vincenzo a Rouen nel 1792 e finalmente sistemati dopo le guerre nel coro della cattedrale di Rouen[2].

## Riproduzioni
Claude Farrère ha riprodotto dei disegni di battelli scolpiti da Philippe Caffieri:

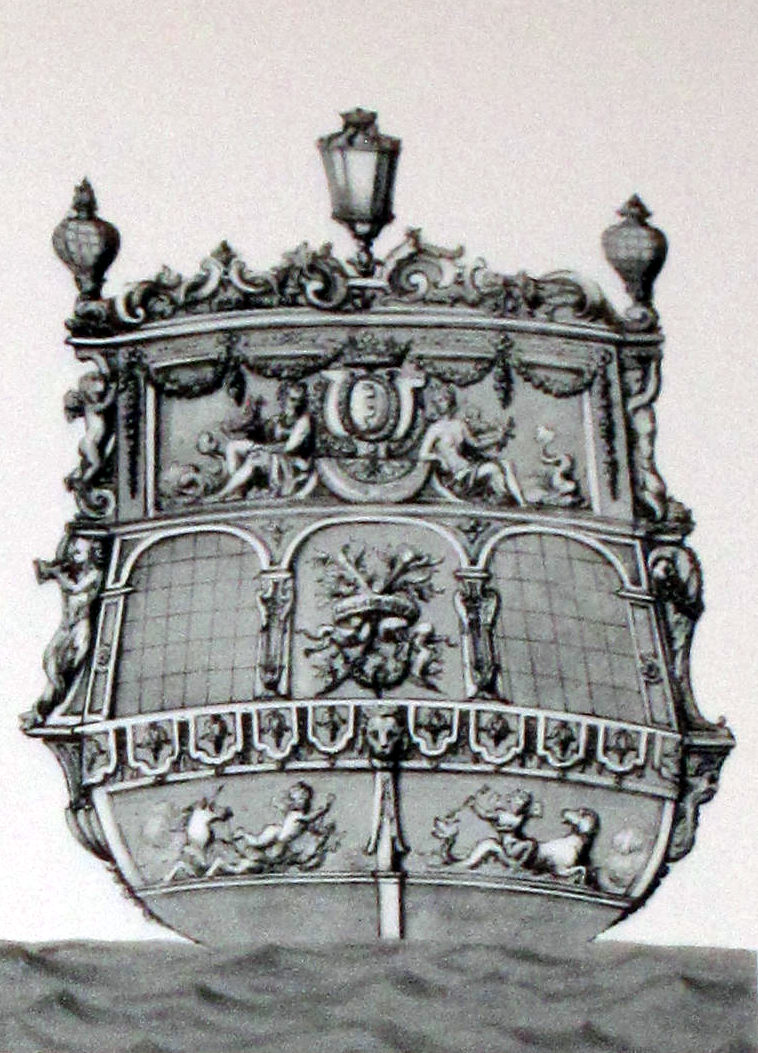
L'Arrogant
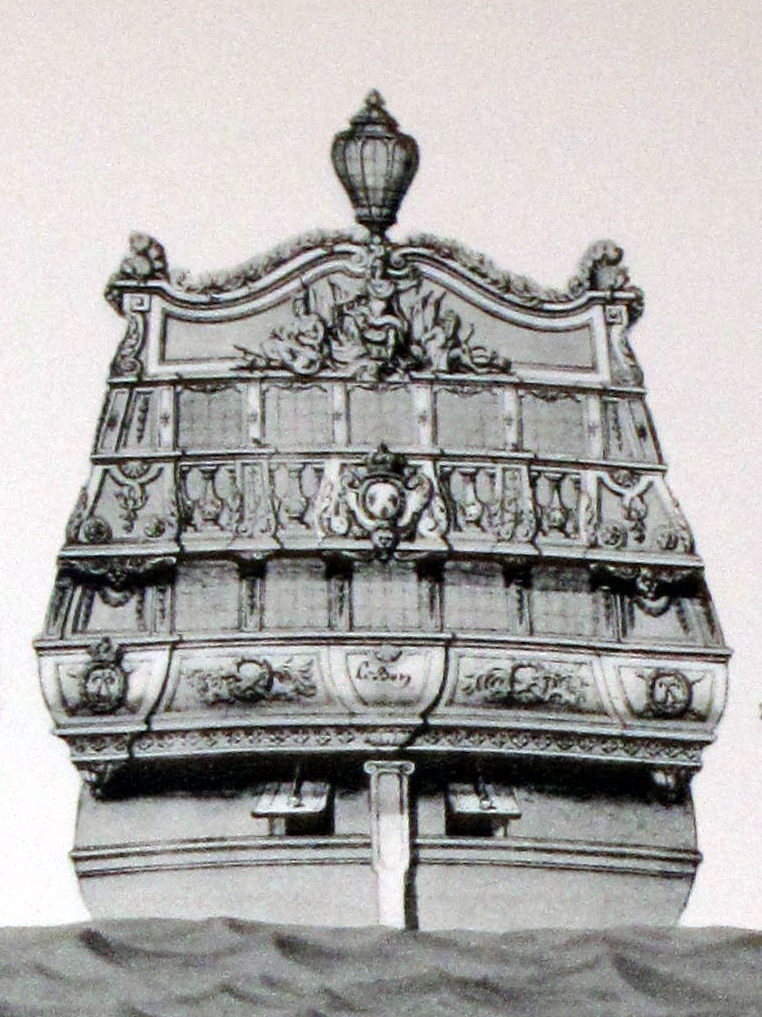
Le Bon
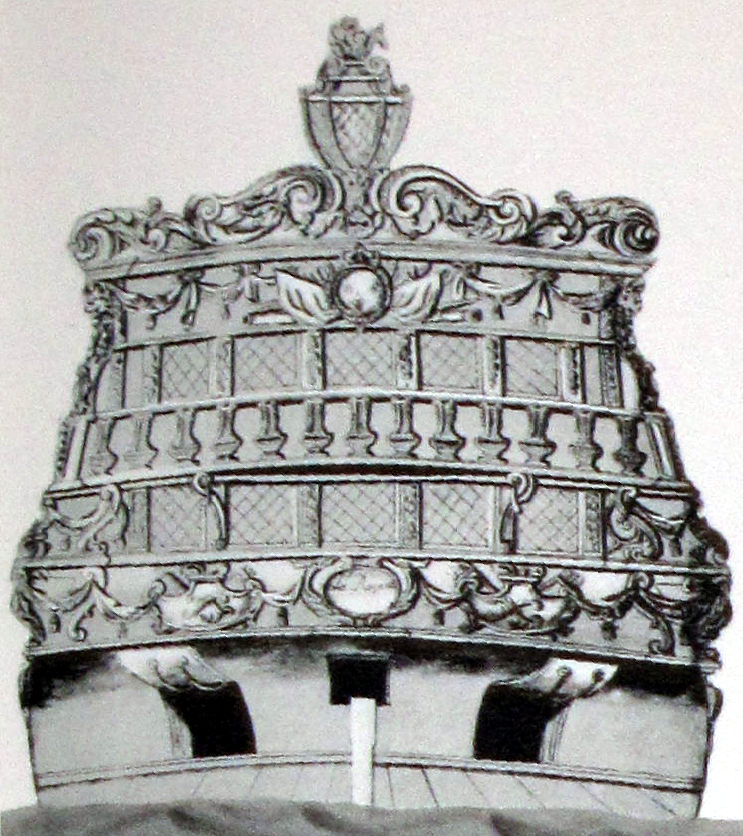
Le Régent
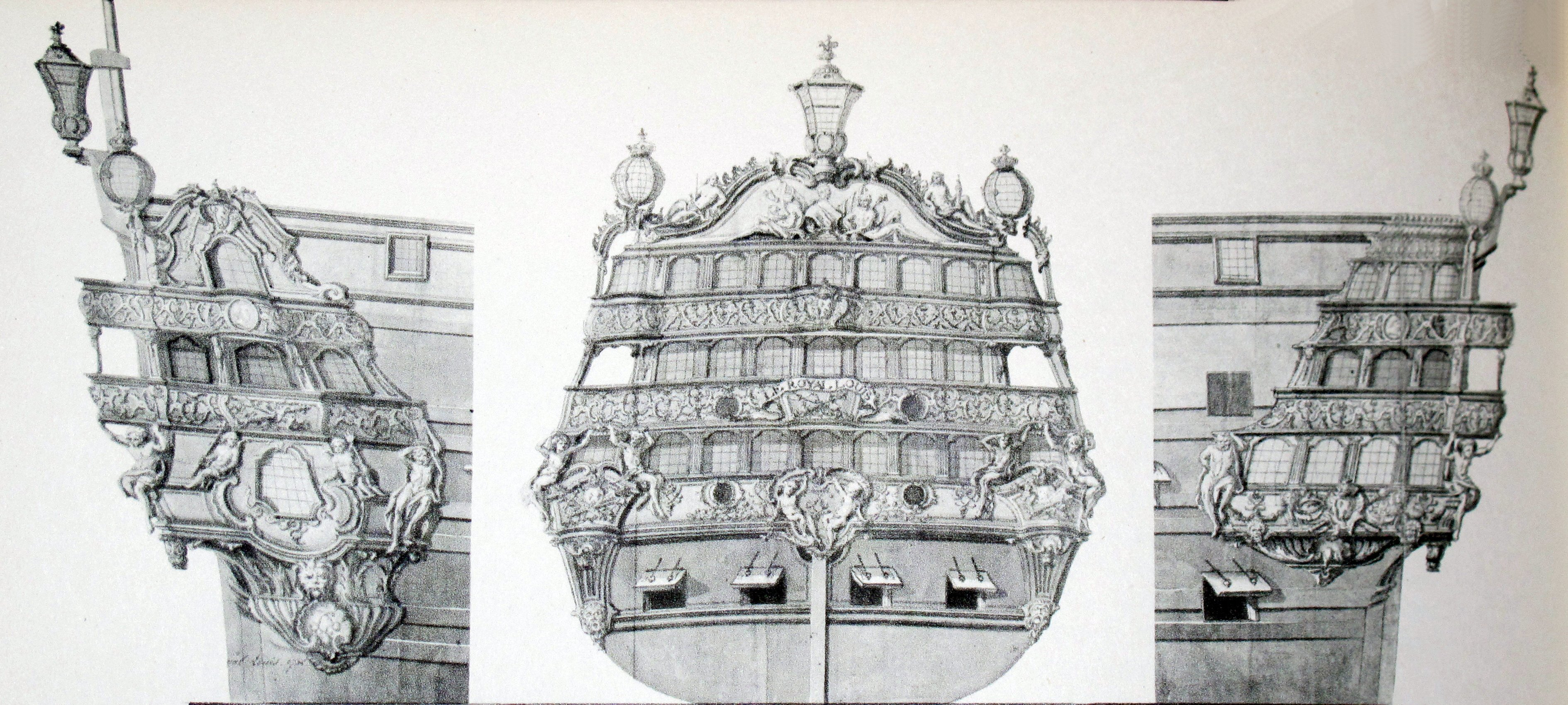
Le Royal Louis (1745)